# كريستيان بروكناو
كريستيان بروكناو (بالألمانية: Christian Prochnow)‏ هو تريثلت ألماني، ولد في 19 يونيو 1982 في بوتسدام في ألمانيا.

## وصلات خارجية
- كريستيان بروكناو على موقع اتحاد الترياتلون الدولي (الإنجليزية)
- كريستيان بروكناو على موقع IAT Triathlon Database (الإنجليزية)
- كريستيان بروكناو على موقع أوليمبيديا (الإنجليزية)